# Battaglia di Tunisi (255 a.C.)
La battaglia di Tunisi combattuta fra Romani e Cartaginesi nel maggio del 255 a.C. nel quadro della prima guerra punica, e vide la vittoria cartaginese sul contingente romano.
Non va confusa con l'assedio di Tunisi del 238 a.C., avvenuto nel corso della Rivolta dei mercenari.

## Situazione
Con la battaglia di Adys i Romani avevano sferrato un colpo decisivo alla resistenza di Cartagine. Il console romano Marco Atilio Regolo, secondo gli ordini di Roma, era rimasto in Africa per portare avanti la campagna di invasione. Il collega Lucio Manlio Vulsone Longo era rientrato in patria e vi aveva celebrato il trionfo per la vittoria al largo di Capo Ecnomo. Per di più stava per scadere il mandato annuale concesso ai consoli: Regolo - che era consul suffectus - supplente - per la morte in carica di Quinto Cedicio - sarebbe stato sostituito da un nuovo collega e costretto a rientrare a Roma senza aver concluso la guerra, o senza una vittoria clamorosa, e quindi senza il diritto al trionfo.
La soluzione migliore per Regolo era quella di concludere la pace approfittando della debolezza di Cartagine. Il senato cartaginese non era contrario e mandò i suoi ambasciatori. Le condizioni poste da Regolo erano però talmente dure che gli ambasciatori non solo non le accettarono ma quasi si rifiutarono di ascoltare. Comunque, riportarono le condizioni al loro Senato.
(Polibio, Storie, I, 31, BUR. Milano, 2001. trad.: M. Mari.)
Abbastanza inusuale che un generale (e politico), pur sapendo di avere la necessità "politica" di chiudere la guerra, non abbia cercato di raggiungere un accordo. Regolo era il classico "uomo tutto d'un pezzo" (come dimostrerà qualche anno dopo) ma forse, ebbero un peso anche le richieste che giungevano da Roma e che lasciavano al console poco spazio per la trattativa. De Sanctis sottolinea come Roma volesse il totale controllo della Sicilia; Cartagine voleva mantenere alcune basi come Lilibeo e Palermo. A queste condizioni, la pace poteva essere stipulata solo a seguito di una vittoria definitiva.

## Santippo
In questa situazione di stallo, ritornò a Cartagine un reclutatore di mercenari che era stato mandato in Grecia. Con lui moltissimi soldati e un certo Santippo, uno spartano che aveva ricevuto un'educazione militare degna della fama di quella città. Santippo analizzando le battaglie di Cartagine si accorse velocemente che la responsabilità non era delle truppe ma dei comandanti che non avevano saputo sfruttare appieno quelle forze che erano state messe a loro disposizione. I Cartaginesi, per dirla con Polibio, "non erano stati sconfitti dai Romani ma da sé stessi". I maggiorenti della città, venuti a sapere di queste dichiarazioni convocarono lo stratego e Santippo dimostrò che se le operazioni fossero state svolte in pianura Cartagine avrebbe potuto facilmente resistere e anche vincere.
L'esercito cartaginese fu messo sotto la sua guida e lo spartano rialzò il morale delle truppe e dei cittadini con manovre fuori dalle mura. I risultati furono incoraggianti e, rincuorate, le truppe cartaginesi partirono per la controffensiva. Erano circa 12 000 fanti, 4 000 cavalieri e 100 elefanti. I Romani, quando videro che i nemici si avvicinavano sul terreno pianeggiante, pur perplessi per la novità non rifuggirono dal contatto. Si accamparono a circa 10 stadi (meno di 2 km).

## La battaglia
Le truppe cartaginesi chiedevano a gran voce di essere portate in battaglia e i comandanti, vedendone l'ardore, si affidarono a Santippo per la decisione. E Santippo schierò l'esercito. La battaglia fu combattuta presso le rive del fiume Bagradas (oggi noto come "Medjerda").
In prima fila furono disposti gli elefanti, come massa d'urto per spezzare le file romane. Dietro a questi a distanza opportuna veniva la falange cartaginese. Questa falange era la sola forza terrestre composta da cittadini di Cartagine e veniva formata in caso di estrema necessità; l'esercito cartaginese era, per lo più composto da mercenari. All'ala destra Santippo dispose appunto i mercenari dotati di armamento pesante più lenti e possenti. Quelli più "mobili" e i cavalieri furono posti davanti a ciascuna delle due ali.
La disposizione delle legioni di Attilio Regolo fu decisa in funzione degli elefanti. I veliti furono posti davanti; rinforzati dietro da molte linee di fanteria. I cavalieri furono disposti, al solito, sulle ali. Lo schieramento romano fu così più profondo per poter resistere all'urto dei possenti animali ma più stretto. Questo fu determinante per l'azione della micidiale cavalleria cartaginese.
All'inizio delle ostilità la cavalleria romana surclassata numericamente da quella nemica cessò ogni resistenza e scomparve dalla scena bellica. La tetragona fanteria legionaria resistette. L'ala sinistra della fanteria romana, in parte per evitare gli elefanti, in parte perché consideravano i mercenari un nemico più facile si scagliò contro questi. In effetti i mercenari volsero rapidamente in fuga e furono inseguiti fino al campo. Il resto dell'esercito che si trovò a fronteggiare gli elefanti pur con considerevoli perdite per un po' resistette all'urto. Le forze romane, però, si trovarono circondate dalla cavalleria cartaginese che non aveva trovato praticamente resistenza e furono costrette a coprirsi anche alle spalle diminuendo la resistenza sul fronte. Inoltre gli elefanti riuscivano a compiere un vero e proprio massacro calpestando i malcapitati fanti e quei pochi di loro che riuscirono a filtrare e a passare dietro la linea degli enormi animali trovarono ad attenderli la falange cartaginese, ancora fresca, intatta e compatta. Fu un massacro.
I legionari si diedero alla fuga ma, essendo il terreno pianeggiante, furono raggiunti dai cavalieri o dagli elefanti e uccisi. Secondo Polibio circa cinquecento romani che -assieme al console- erano riusciti a sganciarsi furono in seguito catturati. Le perdite cartaginesi furono di 800 mercenari, quelli disposti all'ala sinistra e sgominati dai Romani. I componenti dell'ala destra romana, che li avevano messi in fuga, a causa dell'inseguimento si trovarono fuori dalla battaglia e si salvarono. Erano circa 2 000

## Dopo lo scontro
I resti delle truppe romane che avevano avuto la fortuna di salvarsi, trovarono rifugio nella città di Aspide, conquistata l'anno precedente, dove era rimasta anche una guarnigione. Roma, avuta la notizia, organizzò una flotta di soccorso di trecentocinquanta navi comandata da Marco Emilio Paolo e Servio Fulvio Petino Nobiliore.
I Cartaginesi, spogliati i morti, tornarono in città con il morale alle stelle, avendo conquistato un buon bottino, molti prigionieri e perfino il console. Dopo aver festeggiato e ringraziato gli dèi si accinsero ad assediare Aspide per eliminare tutti i nemici sul territorio. Aspide non cadde e Cartagine organizzò una flotta di duecento navi per contrastare quella romana che veniva in soccorso.
Le flotte si scontrarono al largo del Capo Ermeo, la flotta cartaginese ebbe la peggio e ben 114 navi -complete di equipaggio- furono catturate dai romani. La flotta romana raccolse i superstiti concentrati ad Aspide e fece vela verso la Sicilia. Se le cifre fornite da Polibio sono vere, questa battaglia sarebbe più importante di quella di Capo Ecnomo. Diodoro parla di perdite cartaginesi limitate a sole 24 navi.
Santippo, lucidamente, lasciò Cartagine al massimo della gloria e tornò a Sparta, ben sapendo che non avrebbe potuto resistere a lungo al comando dell'esercito cartaginese, intriso di legami politici e familiari. Diodoro (XXIII, 16) afferma che i Cartaginesi - o almeno una loro fazione- fecero naufragare la nave che lo riportava in Grecia.

## Fonti
- Polibio, Storie, Bur, Milano, 2001, trad.: M. Mari. ISBN 88-17-12703-5.